# Tricentrus rufipennis
Tricentrus rufipennis är en insektsart som beskrevs av William D. Funkhouser 1935. Tricentrus rufipennis ingår i släktet Tricentrus och familjen hornstritar. Inga underarter finns listade i Catalogue of Life.